# Il colombo selvatico
Il colombo selvatico (Чужая белая и рябой, Čužaja belaja i rjaboj) è un film del 1986 diretto da Sergei Solov'ëv.
È la storia drammatica di Ivan Najdёnov, un ragazzo che vive in una piccola città del Kazakistan occidentale nell'autunno del 1946, e di una colombella bianca.
Il titolo della pellicola, di produzione sovietica, letteralmente in italiano significa Estranea bianca e butterata.

## Riconoscimenti
- Leone d'argento - Gran premio della giuria al Festival di Venezia